# Everybody (album Logic)
Everybody è il terzo album in studio del rapper statunitense Logic, pubblicato il 5 maggio 2017. Collaborano Killer Mike, Alessia Cara, Black Thought, Chuck D dei Public Enemy, No I.D. e Khalid.
| Recensione | Giudizio |
| ---------- | -------- |
| AllMusic   | [ 1 ]    |

## Tracce
1. Hallelujah – 7:28
2. Everybody – 2:42
3. Confess (feat. Killer Mike) – 5:43
4. Killing Spree (feat. Ansel Elgort) – 3:26
5. Take It Back – 6:40
6. America (feat. Black Thought, Chuck D, Big Lenbo & No I.D.) – 5:31
7. Ink Blot (feat. Juicy J) – 2:36
8. Mos Definitely – 3:26
9. Waiting Room (skit) – 4:43
10. 1-800-273-8255 (feat. Alessia Cara & Khalid) – 4:10
11. Anziety (feat. Lucy Rose) – 6:52
12. Black Spiderman (feat. Damian Lemar Hudson) – 5:31
13. AfricAryaN (feat. Neil deGrasse Tyson) – 12:08